# Leucochlaena leucocera
Leucochlaena leucocera là một loài bướm đêm trong họ Noctuidae.